# Postapalota (Brassó)
A brassói Postapalota 1906-ban épült eklektikus stílusban a Rezső körúton (románul: Bulevardul Eroilor). Egyike a város azon kevés Monarchia-beli középületeinek, melyek rendeltetése nem változott az idők során; ma is postaépületként szolgál.

## A postaszolgálat kezdetei
A régi idők postakocsijai 1775-től az úgynevezett Postaréten (Livada Poștei, a jelenlegi Rezső körút nyugati vége) állomásoztak. Több épületben működtek postai szolgáltatásokat nyújtó irodák, például a Kolostor utcai Burzenländer Hof fogadó egyik szárnyában, vagy a Brassópojána felé vezető út (ma Șirul Livezii) egyik házában. 1889-ben a postahivatal egyesült a távíróhivatallal Eduard Kopanitsch irányítása alatt, és a postaréti Nyugdíjpénztár épületébe (ma a Transilvania Egyetem rektorátusa) költözött.
1888-ban a brassói Városszépítő Egyletnek köszönhetően német, magyar, román nyelvű újévi üdvözlőlapok kerültek forgalomba, ezeket a Zeidner, Ciurcu, Albrecht, Zillich könyvesboltokban lehetett megvásárolni 3 krajcárért. Az 1891-ben Bécsből rendelt német újévi üdvözlőlapokat a nagyszebeni posta elkobozta és Budapestre küldte. A 19. század végén a Magyarországon és Erdélyben postai forgalomban levő újságok száma: 48 magyar, 28 német, öt-öt román és szerb, négy horvát, két francia, egy-egy olasz és szlovák.
Kezdetben a postai díjakat a távolság (a postai állomások száma) alapján számították ki; például egy Nagyszeben-Brassó küldemény 10 krajcárba, egy Nagyszeben-Temesvár küldemény 22 krajcárba került. 1878-ban egységes díjat vezettek be Ausztria-Magyarország területén; a külföldre induló küldeményekért 10 krajcár felárat kellett fizetni. A küldemények gyorsabb kézbesítése érdekében egy postai alkalmazott már korábban felszállt az érkező vonatra és ott szétválogatta a leveleket, újságokat és csomagokat a címzettek szerint, hogy korábban ki tudja osztani őket Brassóban. A románok többször panaszkodtak az akadozó kézbesítés miatt; akkoriban ők még cirill betűvel írtak, melyet sok postai alkalmazott nem tudott kiolvasni.
1893-ban a Noa negyedben található Elysium fogadónál egy további postaládát helyeztek el

## A jelenlegi épület
Az új, központi Postapalota (Hauptpostamt) 1906-ban épült fel a Rezső körúton, szemben a Kertsch-villával, lezárva az Igazságügyi palota által uralt teret. Az 1970-es években egyik szárnyát meghosszabbították, azonban stílusa nem változott. Máig postahivatal szerepét tölti be.
Eklektikus díszítésű épület földszinttel, alagsorral, emelettel, és beépített padlással. Alaprajza A alakú: a két hosszú oldalsó szárny egy szöget zár be, találkozásuknál található az előtér és az ügyfélfogadó helyiségek. A két szárny eredetileg szimmetrikus volt, de az 1970-es években a nyugati, Városháza felőlit 15 méterrel hosszabbították. A főbejárat felett Hermész-dombormű és az építés ideje (MDCCCCVI) látható.
Helyi jelentőségű műemlékként tartják nyilván BV-II-m-B-11422 kód alatt.

## Képek

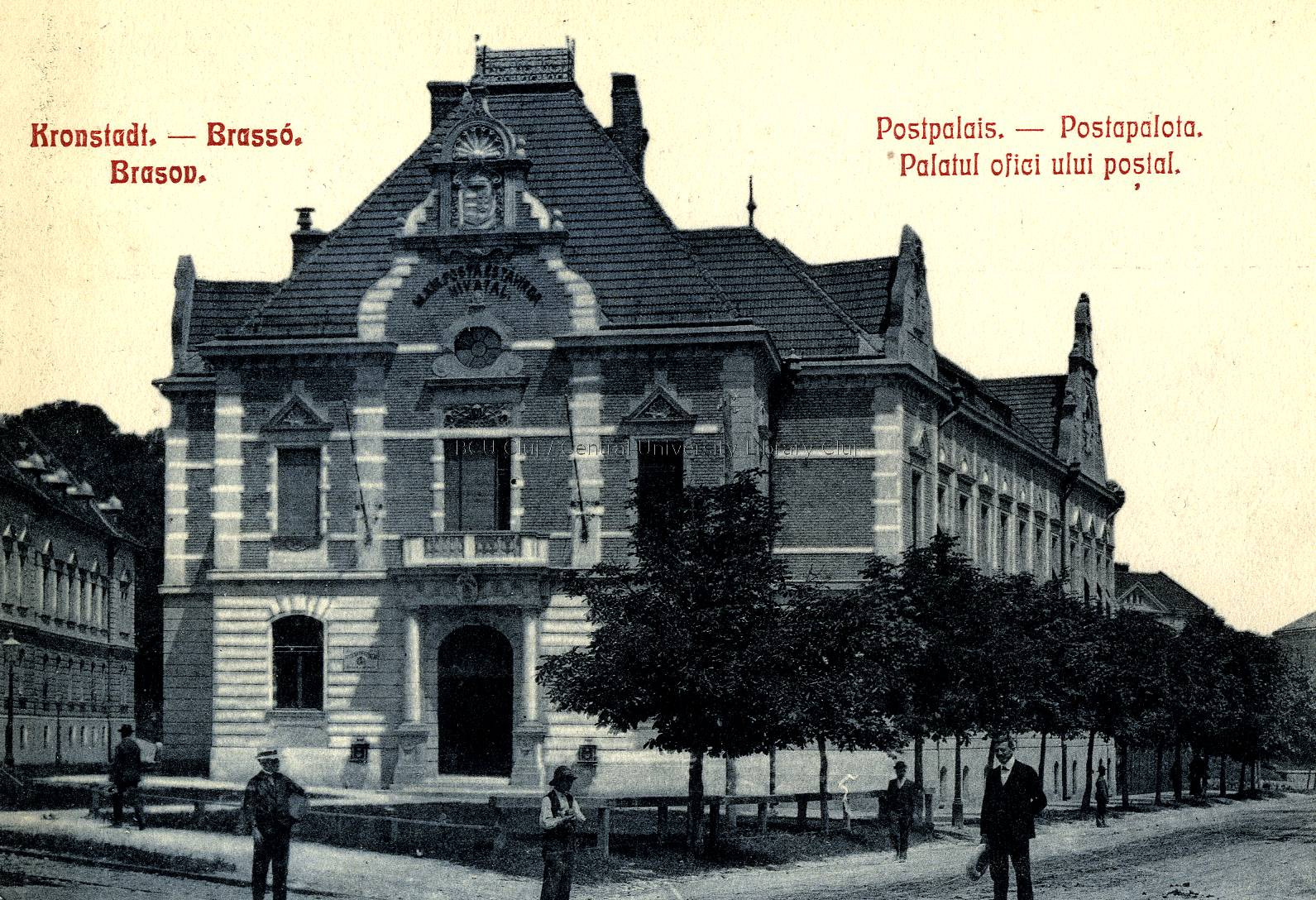
Az épület 1910 körül
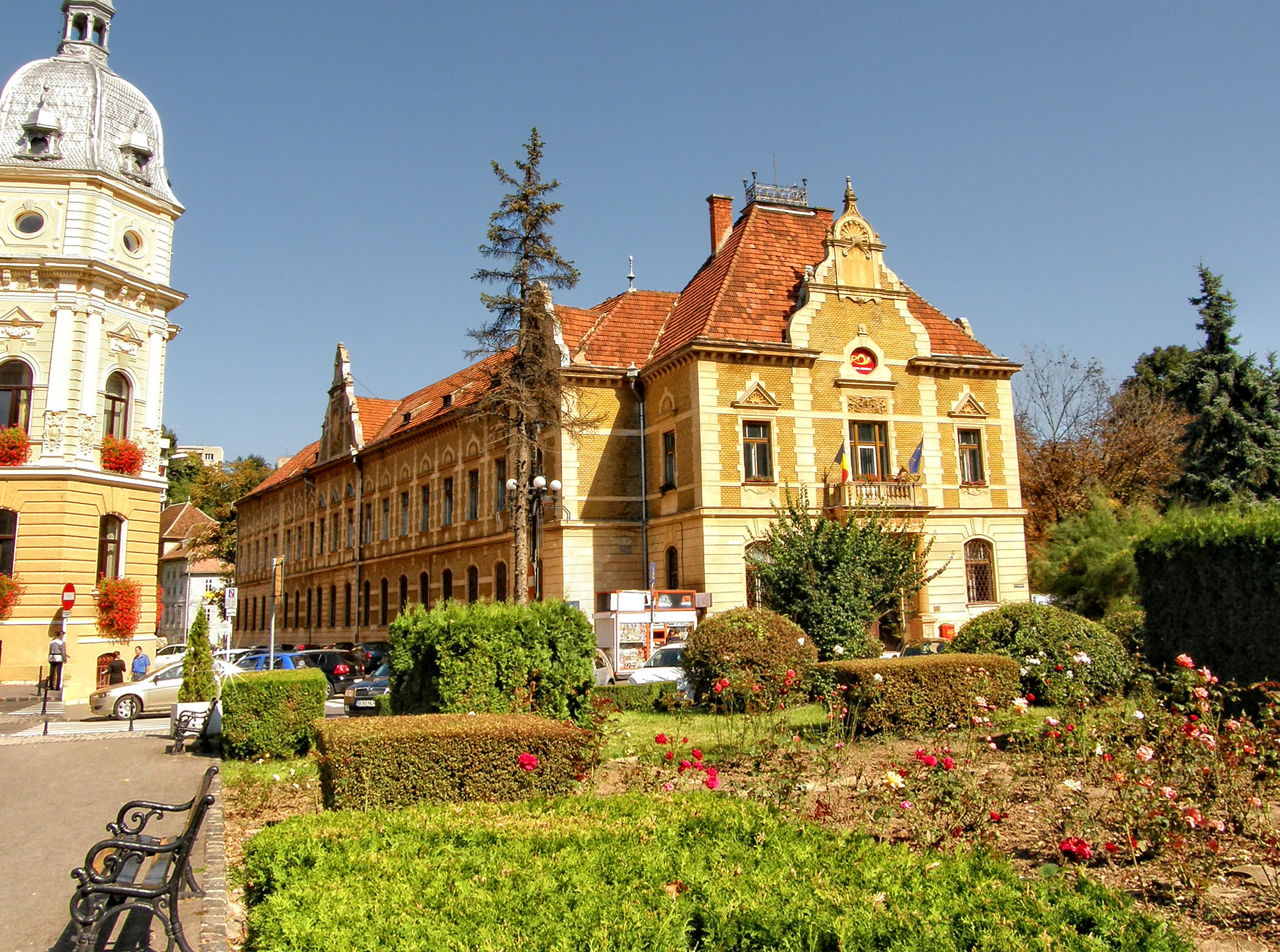
2010-ben
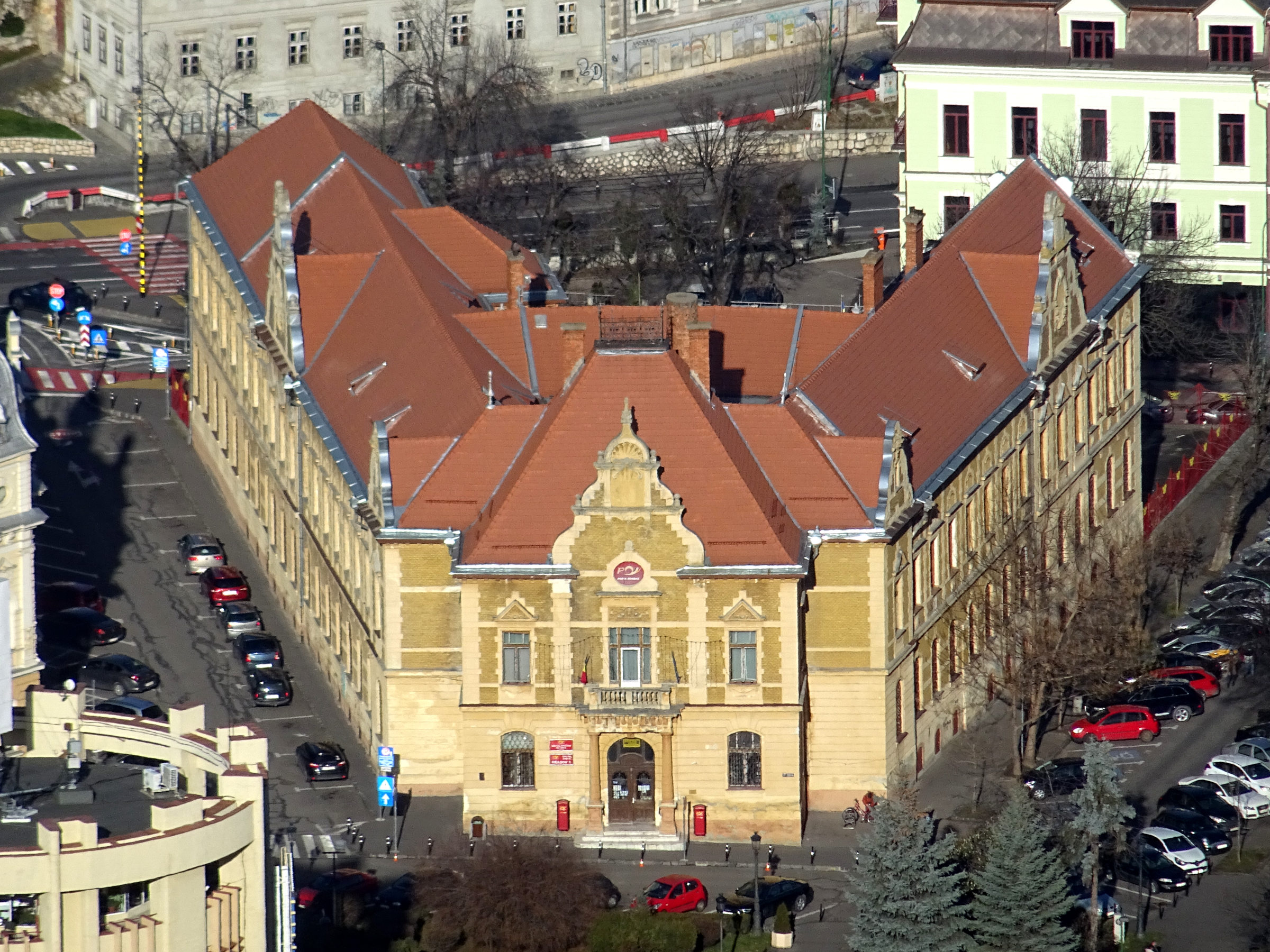
Madártávlatból
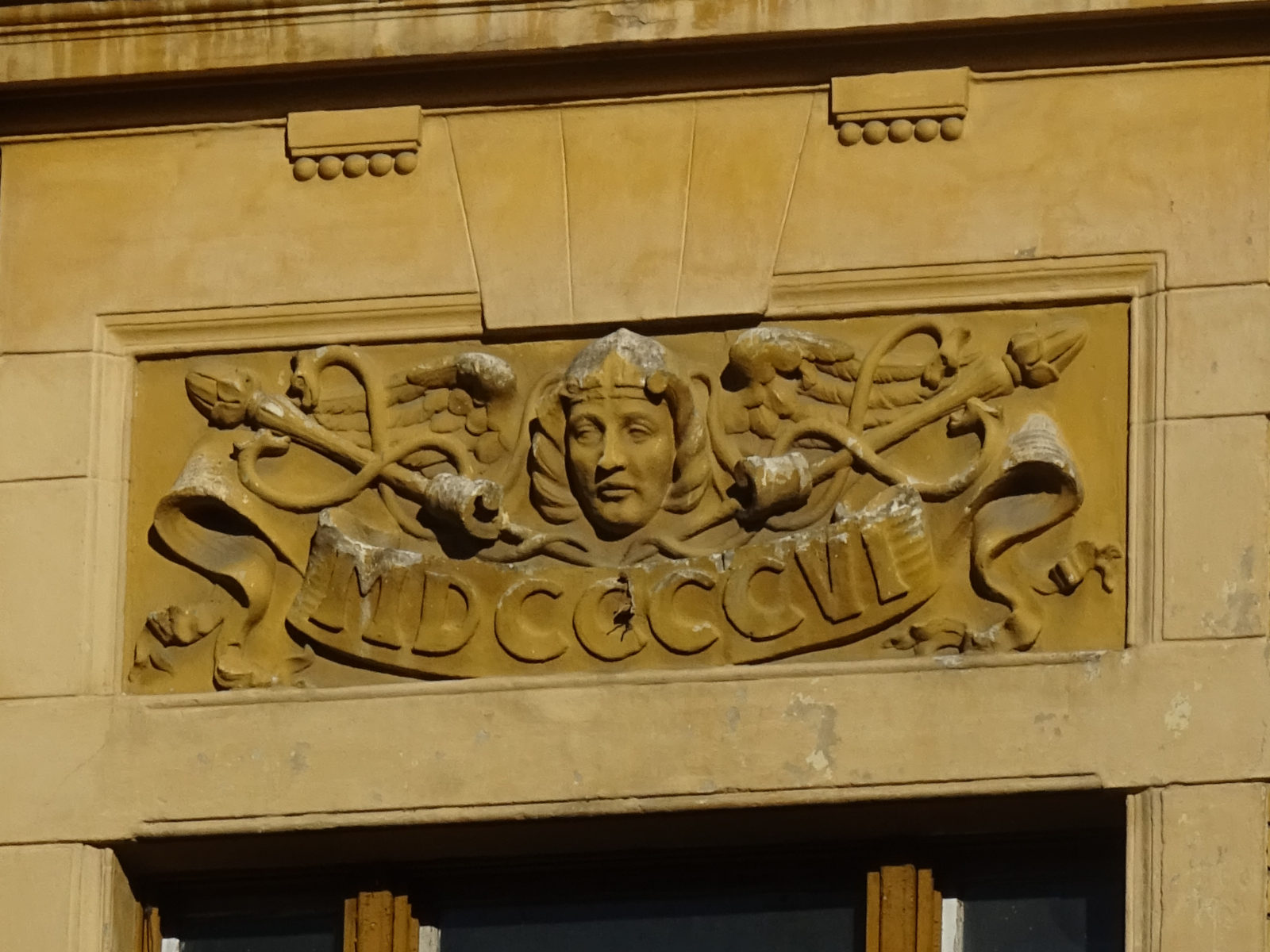
Hermész-dombormű